# Steydl z Greifenwehru
Jan Nepomuk Václav Zikmund Bedřich Steydl z Greifenwehru (též Staidl, Štejdl, Šteydl, Steidl z Greyffenwertu, z Greyffenwehru, z Kreyffenwertu, I. W. S. de G.), (únor 1692, Praha – 3. března 1774, Praha) byl český kněz a spisovatel.

## Život
Narodil se v únoru 1692 v Praze jako syn ranhojiče, studoval v Praze, stal se magistrem svobodných umění a filozofie, roku 1712 bakalářem, později doktorem bohosloví. Roku 1718 byl ustanoven kaplanem ve Staré Boleslavi, roku 1723 farářem únětickým, examinátorem bohosloví na pražské univerzitě a od 27. prosince 1749 prvním administrátorem kostela sv. Jana Nepomuckého na Skalce v Praze, kde zemřel 3. března 1774.
Jeho české spisy vycházely už za jeho života.

## Dílo
- Lauretánský Domeček w Swatém Lese / Dwě Mjle od Prahy za Bjlau Horau ležjcý / neyprwněgssý w tomto Králowstwj Cžeském / a okolnjch Kraginách Roku 1623 wyzdwižený / a od Neyswětěgssý Králowny k wyraženj Loweckému wywolený / W němž MARYA Gako w negaké (!) Lowecké Leči hřissnjky skrze Neprawosti k lité djwoké Zwěři / a Howadům nesmislným (!) připodobněné / hogně chýta (!) / a ulowuge... , 1723
- Prut Gessegský U prostřed Země Cžeské w Staré Boleslawy wyrostlý / a hodným Kwětem ljbezné Wůně po wssý Zemi Wonnicým rozkwetlý... , 1718
- Slunce ustawičné na Poledni / A neb Swětlo gednau rozžaté stálé hořicý a swjticy; Swatý Otec a Patryarcha DOMINYK / Ržádu Kazatelského / a Růžence Swatého Zakladatel / hodným Bleskem Blahoslaweného Žiwota / a Swětlem Učenj swého / mrákotné Temnosti Swěta oswjcugicy... , 1718
- S. Jakub z Marchye / A S. Frantissek Solanus / Ržádu Swatého Otce Frantisska Serassinského Strict... , [1700-1750]
- Dostatečnost dokonalé Swattosti: Práwý [!] Cžlowěk; Nebo Swatý Otec, A Patryárcha Bernard, Swatýho Weghradnjho Ržádu Cystercyenskýho IN CLARA VALLE Opat, Proto welký Swatý, že práwý [!] Cžlowěk, Proto práwý [!] Cžlowěk, že Swatý; Na Den Slawnosti Památky swátýho [!] Gména geho w Chrámu Páně Regswětěgssý Rodičky BOžj Marye Panny, Wznessenýho Králowskýho Klásstera Plaskýho, Ržádu swatýho Cystercyenskýho, Roku 1764
- Czechus Trivmphans Post protritos et debellatos hostes in avitum solium Czechia postliminio gloriose restitus inconvincibilibus argumentis et gravissinorum Virorum testimoniis, Protedux et Czechorum conditor contra novatores evidenter demonstratum: studioso labore Joannis Nepom Wenceslai Steidl de Greiffenvehr Presbiteri Ecclesiastici Jubilati in Celeberrima et antiquissima Universitate Pragensi AA LL Philosophiae et SS Theologiae doctoris in eadem facultate Eximia Examinatoris Caes: regii jurati emeriti, Ecclesiae S. Joannis Nepom in Skalka neo Praga Administratoris. Anno ab incarnatione Verbi divini MDCCLXX[2]